# Södra Holmtjärnet
Södra Holmtjärnet är en sjö i Arvika kommun i Värmland och ingår i Göta älvs huvudavrinningsområde.